# 우암동 (청주시)
우암동(牛岩洞)은 충청북도 청주시 청원구에 있는 동이다. 우암동 중심에 청원구청과 청주청원경찰서, 청주대정류소(구.
북청주터미널)가 있고 우암동과 내덕동 일대에 청주대학교가 있다. 우암이라는 이름은 근처의 우암산에서 따와 지은 것이다.

## 역사
- 1897년 충청북도 청주군 북주내면
- 1914년 충청북도 청주군 북주내면 외덕리
- 1935년 충청북도 청주군 청주읍 우암리
- 1946년 충청북도 청주부 우암동
- 1949년 충청북도 청주시 우암동
- 1995년 충청북도 청주시 상당구 우암동
- 2014년 충청북도 청주시 청원구 우암동

## 주거
| 단지명          | 건설사     | 시행사     | 주소                   | 입주        | 비고 |
| --------------- | ---------- | ---------- | ---------------------- | ----------- | ---- |
| 우암 덕일한마음 | 덕일건설㈜ | 덕일건설㈜ | 청원구 향군로74번길 26 | 1996년 11월 |      |

## 교육 기관
- 우암초등학교
- 덕벌초등학교
- 청주중앙중학교
- 청주대학교 (정문, 보건사회과학대학, 인문사회사범대학)

## 공공기관
- 청주청원경찰서
- 청원구청
- 한국전력공사 동청주지사
- 한국국토정보공사 청주지사

## 유통
- 우암시장

## 교통
- 청주대시외버스정류장